# Гейл, Дэвид (актёр)
Дэвид Гилберт Гейл (англ. David Gilbert Gail; 27 февраля 1965, Тампа, Флорида — 16 января 2024) — американский актёр кино и телевидения. Наиболее известен по ролям Стюарта Карсона, жениха Бренды Уолш (Шеннен Доэрти), и Тома в телесериале «Беверли-Хиллз, 90210», а также по роли доктора Джо Скэнлона в мыльной опере «Порт Чарльз».

## Биография
Родился 27 февраля 1965 года в Тампе штата Флорида, США.
Начал свою кинематографическую карьеру в 1990 году, после того, как дебютировал на телевидении в одном из эпизодов сериала «Проблемы роста», сыграв персонажа по имени Норман. В «Беверли-Хиллз, 90210» Гейл появился в восьми эпизодах, в которых исполнил роль Стюарта Карсона, жениха Бренды Уолш (Шеннен Доэрти), после чего получил первую популярность. В мыльной опере «Порт Чарльз» Гейл сыграл доктора Джо Скэнлона, где получил также дополнительную известность. Гейл заменил в «Порт Чарльз» актёра Майкла Дитца и появился в 216 эпизодах. Помимо этих проектов, Гейл снимался в сериалах «Саванна», «Круглый стол», «Мэтлок», «Робин Гуды», «Она написала убийство», «Доктор Дуги Хаузер», «Скорая помощь», «Военно-юридическая служба», а также в фильмах «Кое-что о девушках» (1998), «В обход всех правил» (2002), «Абсолютные противоположности» (2004), «Живот чудовища» (2007) и во многих других.
Гейл умер 16 января 2024 года на 59-м году жизни в США.

## Фильмография
| Год       | Название                  | Роль               |
| --------- | ------------------------- | ------------------ |
| 1990      | Проблемы роста            | Норман             |
| 1991      | Доктор Дуги Хаузер        | Иэн Сэмюэлс        |
| 1991      | Беверли-Хиллз, 90210      | Том                |
| 1992      | Круглый стол              | Дэнни Берк         |
| 1993      | Она написала убийство     | Монро Шепард       |
| 1993      | Мэтлок                    | Майк Райделл       |
| 1993-1994 | Беверли-Хиллз, 90210      | Стьюарт Карсон     |
| 1994-1995 | Робин Гуды                | Эдди Бартлетт      |
| 1996-1997 | Саванна                   | Дин Коллинз        |
| 1999-2000 | Порт Чарльз               | доктор Джо Скэнлон |
| 2002      | Скорая помощь             | сержант Эндрюс     |
| 2003      | Военно-юридическая служба | Джон Бартелл       |